# Ingeniería de software para investigación
Ingeniería de software para investigación, frecuentemente referida por sus siglas en inglés, RSE (Research Software Engineering), es el nombre genérico que reciben las prácticas de ingeniería de software aplicables a proyectos de investigación científica y/o académica. El término se propuso por primera vez en un artículo de 2010, en el marco de una investigación sobre herramientas para desarrollo de software utilizadas en proyectos de investigación científica. El término empezó a ser utilizado en Reino Unido en 2012, a raíz de la necesidad de definir las herramientas de desarrollo de software más relevantes para la investigación. Estas se centran especialmente en la reproducibilidad, usabilidad y exactitud de los análisis.

## Apoyos
Existen varios tipos de asociaciones y organizaciones creadas para apoyar la creación de puestos de ingeniero de software para investigación en universidades e institutos de investigación. En 2014 se creó en Reino Unido la Research Software Engineer Association. Otros países como Alemania, Países Bajos, Australia, Canadá, Nueva Zelanda, los países nórdicos o los EE. UU. han creado comunidades similares.
En el Reino Unido existen más de 20 universidades e institutos con grupos especializados en promover el uso de prácticas de ingeniería de software en distintos campos de investigación. Además, el Engineering and Physical Sciences Research Council creó una Research Software Engineer fellowship para fomentar esta función en el Reino Unido.
La primera conferencia de ingeniería de software para investigación tuvo lugar en Reino Unido en septiembre de 2016, y continuó en 2017, 2018 y 2019. La próxima conferencia está planeada para 2020. En 2019 tuvieron lugar las primeras conferencias en Alemania y los Países Bajos.